# Fantozzi va in pensione
Pour plus de détails, voir Fiche technique et Distribution.
Fantozzi va in pensione, est une comédie italienne réalisée par Neri Parenti et sortie en 1988 ; il s'agit du sixième chapitre de la saga des aventures du personnage fictif Ugo Fantozzi. Il se distingue des précédents par le cadre des aventures, qui n'est plus principalement l'entreprise, puisque Fantozzi est à la retraite. Par ailleurs le scénario est plus unifié, et les épisodes sont plus en lien les uns avec les autres que dans les films précédents.

## Synopsis
Après un premier jour de retraite où il ne se rend pas compte et se rend en courant au travail parce qu'il croit être en retard, Fantozzi commence à s'ennuyer mortellement dans son nouvel état. Il apprend à s'occuper de la maison et à faire les courses. 
1. Il prend un petit chien comme animal de compagnie, lequel s'avère être un Saint-Bernard, dressé par une bande de voleurs à ouvrir les maisons de l'intérieur.
2. Il décide de se consacrer à l'action politique et syndicale, et obtient pour lui et les employés un voyage à Venise : l'avion promis pour le voyage est un simple bus sans WC ; au cours d'un arrêt propice à satisfaire certaines urgences naturelles, des camions renversent quelques employés descendus du bus ; arrivés à Venise, ils se font assaillir par le guano dans les canaux ou les pigeons sur la place Saint-Marc ; alors qu'ils mangent sur une terrasse, un maladroit en ski nautique les arrose. Ils se rendent ensuite dans la grotte de Postojna où les jeux sonores surprennent Fantozzi, avant qu'il ne prenne une stalactite sur la tête ; il ne ressort de ces grottes que par un canal d'eaux vannes le menant au WC d'un particulier de Carinthie.
3. Après s'être fait voler sa pension deux fois de suite avant qu'elle n'arrive, il décide de se faire expédier en même temps qu'elle par la poste, mais à peine arrivé, c'est dans la maison que les voleurs arrivent en Vespa et la lui raflent.
4. Cherchant un travail pour occuper sa retraite, il falsifie sa carte d'identité pour passer pour plus jeune, mais se fait reconnaître. Du coup, c'est son épouse qui passe un contrat avec un hôtel : elle fera le ménage et on paiera son salaire à son mari en l'employant à un petit ouvrage. Découvrant la supercherie, Fantozzi décide de rester à la maison avec elle.
5. Cependant il n'y tient pas, et revient tous les soirs devant la Megaditta, ce qui ne passe pas inaperçu au duc Barambani qui lui propose un marché : s'il renonce à sa retraite, il peut travailler gratis... il accepte et retrouve Filini et Mlle Silvani qui ont fait le même choix !

## Fiche technique
- Réalisateur : Neri Parenti
- Scénario : Paolo Villaggio, Leonardo Benvenuti, Piero De Bernardi, Neri Parenti, Alessandro Bencivenni, Domenico Saverni
- Photographie : Sergio D'Offizi
- Montage : Sergio Montanari
- Musique : Bruno Zambrini
- Producteur : Mario Cecchi Gori, Vittorio Cecchi Gori
- Date de sortie : 1988
- Durée : 94 min
- Genre : comédie

## Distribution
- Paolo Villaggio : Ugo Fantozzi
- Milena Vukotic : Pina Fantozzi
- Gigi Reder : Filini
- Plinio Fernando : Uga Fantozzi / Mariangela Fantozzi
- Anna Mazzamauro : Mlle Silvani
- Paul Muller : Duc Francesco Maria Barambani
- Antonio Allocca : examinateur
- Pino Ferrara : Fonelli
- Ennio Antonelli : propriétaire du cinéma érotique
- Teresa Piergentili : retraitée de Megaditta
- Stefano Antonucci : présentateur de la cérémonie
- Luigi Uzzo : directeur de l'hôtel Caprice
- Giulio Massimini : grand-père dans le parc
- Albano Bufalini : Colsi
- Pietro Vivaldi : Mughini
- Emanuele Magnoni : un des retraités
- Mohamed Badrsalem : Acteur du film pornographique fictif "Le casalingue"

## À noter
- En sus des caractères  et des acteurs habituels, on voit apparaître le gendre de Fantozzi, Bongo (ou Piero dans ce film-ci), mari de Mariangela ; par ailleurs, la petite-fille de Fantozzi Uga (ou Ughina) n'est pas la fille de Bongo, mais de Loris Batacchi (comme on le sait d'après les épisodes de Fantozzi subisce ancora).

## Référence de traduction
- (it) Cet article est partiellement ou en totalité issu de l’article de Wikipédia en italien intitulé « Fantozzi va in pensione » (voir la liste des auteurs).